# Liste der Bildstöcke und Feldkreuze in Neckarsulm
Die Bildstöcke und Wegkreuze in Neckarsulm im Landkreis Heilbronn im nördlichen Baden-Württemberg stammen aus dem 17. bis 20. Jahrhundert und befinden sich im und um den Ort. Die Liste enthält auch einige im Zweiten Weltkrieg zerstörte Objekte.

## Bildstöcke und Wegkreuze
| Standort                               | Datierung           | Beschreibung | Bild |
| -------------------------------------- | ------------------- | --- | ---- |
| Scheuerberg                            | 1895                | Kreuzigungsgruppe aus metallenem Kreuz, das 1895 ein verwittertes Holzkreuz ersetzt hat, und beigestellten Sandsteinfiguren. Sandsteinfiguren von Johann Matthäus Zartmann, Christuskörper von seinem Enkel Wilhelm Zartmann. Die Hände der Maria sind nach den Händen von Emilie Zartmann abgeformt. Metallkreuz von Joh. Herold. Bereits das dritte Kreuz an dieser Stelle auf dem Gipfelplateau des Bergs. |      |
| Scheuerberg, Sandsteingrotte           | 1975                | Das Bronze-Halbrelief, das Maria mit Kind zeigt, wurde 1975 gestiftet. |      |
| Höhe Stiftsberg–Schlaifenberg          |                     | Steinernes Wegkreuz, gestiftet von Franz Anton Volk und Maria Anna Volkin. |      |
| Am Fuß des Stiftsbergs                 | 1911                | Steinernes Wegkreuz auf beschriftetem Sockel, gestiftet vom Weingärtner August Herold und seiner Ehefrau. |      |
| Ortsrand zwischen Sulm und Gymnasium   |                     | Bildstock mit dem Blutwunder von Walldürn, zerstört im Zweiten Weltkrieg. |      |
| Kreuzung Wilfensee-/Natostraße         | 18./19. Jahrhundert | Alter Bildstock auf Säule, die Bildplatte mit der Dreifaltigkeit wurde 1978 nach einem Entwurf von Gertrud Volk gegossen. |      |
| Reutweg                                | 1769                | Feldkreuz, einst auf dem Amorbacher Feld, seit 1979 am Reutweg. |      |
| Weinberge oberhalb des Freibads        | 18. Jahrhundert     | Bildstock mit Kreuzigungsrelief. Relief beschriftet FBBMEBM 1767, Sockel beschriftet JOHANNES JUNG MARIA ACADA JUNGIN 1724. |      |
| Wilfenseeweg                           | 1881                | Mariensäule, Maria als Maria Immaculata mit Kind auf Weltkugel mit Schlange, auf der Säule datiert 1881, von anderem Standort gemäß weiterer Inschrift 1909 hierher versetzt. 1982 renoviert. |      |
| Vordere Weinberge, oberer Weg          | 19. Jahrhundert     | Steinernes Kruzifix, gestiftet von Joh. Alois Speck (1806–1867) und seiner Frau Kath. Josefa Speck (1800–1879). |      |
| Hungerberg                             | 1898                | Steinsockel mit Kreuztragung, beschriftet mit Text aus Matthäus 10, 38: Wer mein Jünger sein will, verleugne sich selbst und nehme sein Kreuz auf sich und folge mir nach. Errichtet 1898, gefertigt von Wilhelm Zartmann (1865–1914). |      |
| Kunzenberg                             | 1946                | Bildstock mit Maria als Friedenskönigin als Halbrelief. Inschrift: Du Königin des Friedens bitte für uns. Gefertigt von Josef Denz, gestiftet von Sattlermeister Martin Mühleck und seiner Frau Anna geb. Benz. |      |
| Kunzenberg, am Wasserbehälter          | 1803                | Bildstock mit Mariendarstellung, beschriftet: I H B 1803, Künstlermonogramm G. M. |      |
| Linker Scheuerberg                     | 1751                | Steinerne Kreuzigungsgruppe auf Steinsockel mit Schweißtuch der Veronika. Gestiftet von Johann Wendel Vogt und Elisabetha Vogtin 1751. |      |
| Höhenweg Kunzenberg-Hohberg            |                     | Kreuzwegstation, moderner Bildstock mit Passionsszene |      |
| Waldberg, am Judenfriedhof             | 1895                | Bildstock mit Johannes dem Täufer, gestiftet vom Sattlermeister Franz Fischer und seiner Ehefrau. |      |
| Neuberg, oberhalb des neuen Friedhofs  | 18./19. Jahrhundert | Bildstock mit Pieta, am Sockel beschriftet 17 FIE 92 / H E / 18 FIE 43. |      |
| Kalbenweg-Kreuzung beim neuen Friedhof |                     | Bildstock mit Marienbild (um 1900) auf barockem Sockel |      |
| Ecke Viktor-Brunner-/Spitalstraße      | 18. Jahrhundert     | Steinkruzifix |      |
| ehem. Grundstück Markheiser            |                     | Bildstock mit Marienkrönung, Inschrift: Ehre dem Vater, Sohne u. Hl. Geist (nicht mehr vorhanden) |      |
| Unterer Haag/Rosenberg                 | 1714                | Steinkruzifix, Sockelbeschriftung JOHANN ADAM KUN MDCCXIV. Stand bis 1979 in der Seestraße. Der Stifter Johann Adam Kuhn († 1724) war Metzger und Stadtschultheiß. |      |
| Vorgarten der Frauenkirche             | 18. Jahrhundert     | Barocke Sandsteinfigur des Brückenheiligen Johann Nepomuk, von der alten Sulmbrücke. Gefertigt vom Neckarsulmer Bildhauer Joseph Kilian Holbusch (1712–1779). Sockel stark verwittert und nicht mehr lesbar. |      |
| Vorgarten der Frauenkirche             | 1829                | Hl. Wendelin als Halbrelief auf Sandsteinsockel. Wohl beim Bau der Eisenbahn 1866 vor die Kirche versetzt. |      |
| Alter Friedhof, beim Ehrenmal          |                     | Alter Bildstock, darin ein Relief mit Maria und Kind |      |
| Bleichstraße                           | 18. Jahrhundert     | Steinernes Kruzifix. Sockel stark verwittert und nicht mehr lesbar. Das Kruzifix befand sich schon vor Bebauung der Bleichstraße an diesem Standort an der ehem. Chaussee nach Binswangen. |      |
| Binswanger Straße                      | 1749                | Plastische Darstellung der Kreuztragung auf Steinsockel. Beschriftet: Ludwig Beringer / Eva Francisca Beringerin / MDCCXLIX. Der Stifter war um 1779 Besitzer der Ziegelhütte. |      |
| Klostergasse                           | 1751                | Steinernes Kruzifix mit Maria am Kreuzesstamm. Beschriftet: O Ihr Alle die ihr den Weeg vor bey geht und betracht ob auch ein Schmertz sey wie mein Schmertz. aus den Klageliedern Jeremie im 1 Capprei MDCCLI. |      |
| Gewann Rosenberg                       | 1742                | Ölberg auf Steinsockel, dieser beschriftet 17 HEH 42 / ELB / EHI. Einst am Fuß des Hungerbergs in einer Sandsteingrotte befindlich, aufgrund von Straßenbaumaßnahmen an seinen heutigen Standort versetzt. |      |
| Kalbenweg                              | 1755                | Sockel eines Sandsteinkruzifixes. Am oberen Rand datiert MDCCLV, Sockelinschrift zur Erinnerung an Laura Haas geb. Brunner stark verwittert und nicht mehr lesbar. War früher vor dem Eingang der NSU-Werke aufgestellt. |      |
| ?                                      | 1704                | Alter Bildstock, beschriftet 17 IN 04, mit neuerem Relief, das Maria mit Kind zeigt. |      |
| Sulmtalpark                            |                     | Mariensäule mit Marienfigur auf Weltkugel, vor 1980 an der Ecke Untere Neckarstraße/Gottlieb-Daimler-Straße. |      |
| Gewann Hasenbiegel                     | 1853                | Bildstock mit Reliefbild der Heiligen Familie, gestiftet von Franz Michael Merkle und seiner Ehefrau Josefine. Einst in den vorderen Weinbergen aufgestellt. |      |
| Gewann Setz/Tiergarten                 | 1744                | Steinkruzifix auf Sandsteinsockel, dieser beschriftet Heinricus Engelhart / Ratsherr / Anno D 1744 / Elisabetha Engelhartin und mit dem Wappen Engelharts versehen. Das Kruzifix befand sich einst am mittleren Hagweg. Gemäß einer Überlieferung wurde es von Engelhart nach dem glücklichen Ende eines Unfalls mit einem Jungbullen gestiftet.                                                              |      |
| ?                                      |                     | Bildstock mit Halbrelief des Hl. Sebastian, gestaltet von J. Zartmann. Seit 1978 auf dem Grundstück der Eheleute Schädel. |      |
| Ehem. Binswanger Straße/Mühlweg        | 1925                | Bildstock mit Darstellung der Himmelfahrt Christi, errichtet 1925 durch den Weingärtner Heinrich Fischer und seine Ehefrau. Das einst gegenüber dem Eingang zur Kaserne befindliche Objekt wurde im Zweiten Weltkrieg zerstört. |      |
| Alter Friedhof                         | 1745                | Steinkruzifix mit Maria am Kreuzesstamm, auf Steinsockel. Inschrift am Sockel: Franziskus Ehehalt / Anna Cat. Ehehaltin / MDCCXXXXV. Das Kruzifix war als Feldkreuz einst außerhalb der Stadt aufgestellt, bevor es auf den alten Friedhof versetzt wurde. |      |
| Riedweg (NSU-Dahenfeld)                | 1779                | Barocker Bildstock mit der Darstellung von Mariä Himmelfahrt, gestiftet von Kaspar Baumgard 1779. |      |
| Ortsmitte von NSU-Dahenfeld            |                     | Barockes Steinkruzifix. |      |
| Bei der Remigiuskirche (NSU-Dahenfeld) |                     | Bildstock mit farbig gefasster Kreuzabnahme Christi. |      |